# Stingray Retro
Stingray Retro (anciennement MuchRetro) est une chaîne de télévision musicale canadienne spécialisée de catégorie B appartenant à Stingray Digital et diffuse des vidéoclips variés sur plusieurs années sans pauses publicitaires.

## Histoire

Logo de MuchMoreRetro (2003-2013)

Après avoir obtenu sa licence auprès du CRTC en 2000 sous le nom de MuchMore ClassicVideo, CHUM Limited a lancé MuchMoreRetro le 4 septembre 2003.
CTVglobemedia a fait l'acquisition de MuchMoreRetro lors de son achat de CHUM Limited le 22 juin 2007. Bell Canada a fait l'acquisition de CTVglobemedia le 1er avril 2011 et a renommé la compagnie pour Bell Media.
Depuis le 31 août 2009, MuchMoreRetro ainsi que MuchLOUD, MuchVibe et PunchMuch sont diffusés sans pauses publicitaires. Le 1er novembre 2013, la chaîne change de logo et devient MuchRetro.
Le 21 juin 2016, Stingray Digital annonce avoir fait l'acquisition de MuchLoud, MuchRetro, MuchVibe et Juicebox,. La transaction s'est terminée le 16 septembre 2016 et la chaîne a dopté son nom actuel peu après.